# Trinomio
In algebra elementare, un trinòmio è un polinomio contenente tre termini; in altre parole, è la somma algebrica di tre monomi. Ad esempio:
{\displaystyle 21ab+c+3b}  oppure  {\displaystyle 37xyz+4y^{3}+z}.

## Trinomi particolari
In algebra sono studiati particolari trinomi che hanno rilevanza nella fattorizzazione:
- Il trinomio caratteristico: è un trinomio nella forma {\displaystyle x^{2}+sx+p}, con {\displaystyle s} e {\displaystyle p} numeri reali diversi da zero. Esso può essere scomposto nella forma[1]:

{\displaystyle (x-x_{1})(x-x_{2})},
dove {\displaystyle x_{1}} e {\displaystyle x_{2}} sono due numeri reali tali che: {\displaystyle x_{1}+x_{2}=s} e {\displaystyle x_{1}x_{2}=p}.
Per esempio:
scomporre il trinomio {\displaystyle x^{2}+3x-4}; bisogna cercare due numeri {\displaystyle x_{1}} e {\displaystyle x_{2}} tali che la loro somma dia {\displaystyle +3} e il loro prodotto dia {\displaystyle -4}. I numeri cercati sono {\displaystyle +4} e {\displaystyle -1}; il trinomio pertanto si fattorizza in:
{\displaystyle x^{2}+3x-4=(x+4)(x-1)}.
- Il trinomio nella forma {\displaystyle mx^{2}+nx+q}, con {\displaystyle m}, {\displaystyle n} e {\displaystyle q} numeri reali diversi da zero.

Per scomporre questo trinomio è necessario trovare due numeri {\displaystyle x_{1}} e {\displaystyle x_{2}} la cui somma sia {\displaystyle n} e il prodotto sia {\displaystyle mq}; a questo punto è possibile riscrivere il trinomio nella forma:
{\displaystyle mx^{2}+(x_{1}+x_{2})x+q}, dal quale si procede effettuando prima un raccoglimento parziale e poi un raccoglimento a fattor comune.
Per esempio:
scomporre il trinomio {\displaystyle 6x^{2}-x-2}. Bisogna trovare due numeri {\displaystyle x_{1}} e {\displaystyle x_{2}} tali per cui {\displaystyle x_{1}+x_{2}=n=-1}  e  {\displaystyle mq=-12}; i numeri cercati sono {\displaystyle x_{1}=-4} e {\displaystyle x_{2}=+3}.
Il trinomio pertanto diventa:
{\displaystyle 6x^{2}-x-2=6x^{2}+x(-4+3)-2=6x^{2}-4x+3x-2=2x(3x-2)+(3x-2)=(3x-2)(2x+1)}.
- Il quadrato di un binomio

Il quadrato di un binomio è sempre un trinomio, e rientra nella categoria dei prodotti notevoli; esso contiene sempre due termini, che sono ognuno il quadrato di un monomio, ed un terzo termine che è il prodotto dei due monomi moltiplicato per due.
In generale: 
{\displaystyle a^{2}+2ab+b^{2}=(a+b)^{2}}.

### Metodo alternativo
Un qualsiasi trinomio dei tre citati sopra può essere scritto nella forma generica (detta anche canonica) {\displaystyle ax^{2}+bx+c} e fattorizzato con un'unica regola, poiché in tutti i casi sono trinomi di secondo grado. Applicando la formula risolutiva:
{\displaystyle x_{1,2}={\frac {-b+{\sqrt {b^{2}+4c}}}{2}}},
nei casi in cui {\displaystyle \Delta \geqslant 0}, è possibile fattorizzare il trinomio nel seguente modo:
{\displaystyle ax^{2}+bx+c=a(x-x_{1})(x-x_{2})}.
Qualsiasi trinomio di secondo grado, scritto come equazione del tipo {\displaystyle y=ax^{2}+bx+c}, è rappresentato graficamente in un piano cartesiano da una parabola.

## Prodotti notevoli
Il quadrato di un trinomio è uguale alla somma dei quadrati dei tre termini, più la somma dei tre possibili doppi prodotti:
{\displaystyle (a+b+c)^{2}=a^{2}+b^{2}+c^{2}+2ab+2ac+2bc}
Il cubo di un trinomio è uguale alla somma dei cubi dei tre termini, più il triplo prodotto del quadrato di ogni termine per la somma degli altri due, più sei volte il prodotto dei tre termini:
{\displaystyle (a+b+c)^{3}=a^{3}+b^{3}+c^{3}+3a^{2}(b+c)+3b^{2}(a+c)+3c^{2}(a+b)+6abc}